# Administración de la función de ventas
La función de ventas es una función empresarial clave que se centra en la promoción y venta de bienes o servicios para generar ingresos y beneficios para la empresa. Es una parte integral de la actividad empresarial y desempeña un papel fundamental en el éxito y crecimiento de una organización. Aquí se presentan algunas de las actividades principales de la función de ventas como función empresarial:
1. Generación de ingresos: la función de ventas tiene como objetivo principal generar ingresos para la empresa a través de la venta de productos o servicios a clientes actuales y potenciales.
2. Creación de valor: los equipos de ventas tienen la responsabilidad de comunicar el valor de los productos o servicios de la empresa a los clientes, destacando sus características, beneficios y ventajas competitivas.
3. Desarrollo de relaciones: la función de ventas implica establecer y mantener relaciones sólidas con los clientes, lo que puede conducir a la lealtad del cliente, recomendaciones y ventas repetidas en el futuro.
4. Investigación de mercado: los vendedores a menudo actúan como intermediarios entre la empresa y el mercado, proporcionando información valiosa sobre las tendencias del mercado, las necesidades de los clientes y la competencia.
5. Apoyo al cliente: los equipos de ventas suelen ser el primer punto de contacto para los clientes, brindando asistencia, respondiendo preguntas y resolviendo problemas para garantizar la satisfacción del cliente.
6. Cumplimiento de objetivos: la función de ventas se establece en torno a objetivos específicos de ventas y rendimiento, como cuotas de ventas, márgenes de ganancia, participación de mercado, entre otros.
7. Promoción de la marca: los vendedores actúan como embajadores de la marca, representando los valores y la imagen de la empresa en todas las interacciones con los clientes.
8. Feedback del mercado: los equipos de ventas proporcionan retroalimentación valiosa a otros departamentos de la empresa, como marketing, desarrollo de productos y servicio al cliente, ayudando a mejorar continuamente los productos, servicios y procesos empresariales.

Es decir, la función de ventas es una función empresarial esencial que impulsa el crecimiento y la rentabilidad de la empresa al generar ingresos, crear valor para los clientes, desarrollar relaciones sólidas y proporcionar información valiosa sobre el mercado y los clientes.

## Administración de la función de ventas

### Como disciplina de estudio
La administración de la función de ventas es una disciplina y una rama particular de estudio dentro del campo más amplio de la ciencia de la administración. Se centra específicamente en la planificación, organización, dirección y control de las actividades de venta de una empresa para lograr los objetivos comerciales establecidos. Como disciplina, la administración de ventas aborda aspectos específicos relacionados con la gestión de equipos de ventas, la formulación de estrategias de ventas, el desarrollo de habilidades de venta, la gestión de relaciones con los clientes y la optimización de los procesos de ventas. Su objetivo principal es maximizar la eficiencia y la efectividad de las operaciones de ventas para impulsar el crecimiento y el éxito empresarial.
En su faz técnica la administración de ventas es una disciplina empresarial que se centra en la aplicación práctica de técnicas de venta y en la gestión de todas las operaciones derivadas de dicha actividad (toma de decisiones, supervisión, control, evaluación, auditoría, etc.). Es una función comercial importante, ya que las ventas netas a través de la venta de productos, así como las ganancias resultantes, impulsan la mayoría de los negocios.

### Gestión de la función de venta
La dirección de la función de venta de una empresa implica liderar estratégicamente todas las actividades relacionadas con las ventas para impulsar el crecimiento y el éxito empresarial. Esto requiere habilidades de liderazgo sólidas, visión estratégica y un enfoque centrado en el cliente y en el logro de resultados.
La dirección de la función de venta de una empresa implica supervisar y gestionar todas las actividades relacionadas con las ventas para garantizar el logro de los objetivos comerciales. Aquí hay una síntesis de las responsabilidades clave en la dirección de la función de venta:

#### I- Planificación
La planificación de la función ventas implica la estrategia, el establecimiento de objetivos basados en beneficios, cuotas, previsiones, la gestión de la demanda y la ejecución de un plan completo. Así, un plan de ventas es un documento estratégico que describe los retos comerciales, los recursos y las actividades de compraventa. Por lo general, sigue el ejemplo del plan de marketing, su disposición estratégica y su plan de negocios con detalles más específicos sobre cómo se pueden lograr los objetivos a través de la venta real de productos y servicios. Las ventas son un proceso recurrente y periódico (casi siempre diario); por lo tanto, se trata de una labor que no siempre puede calificarse como proyecto.
1. Desarrollo de estrategias de ventas: los directores de ventas trabajan en estrecha colaboración con la alta dirección y otros líderes empresariales para desarrollar estrategias de ventas que estén alineadas con los objetivos generales de la empresa. Esto puede implicar identificar nuevos mercados, segmentos de clientes, canales de distribución o enfoques de marketing para maximizar las oportunidades de ventas.
2. Establecimiento de objetivos: definir objetivos claros y específicos para el equipo de ventas es fundamental. Estos objetivos deben ser alcanzables y estar alineados con los objetivos estratégicos de la empresa. Los directores de ventas también deben comunicar estos objetivos de manera efectiva y motivar al equipo para que trabaje hacia su consecución.
3. Análisis y toma de decisiones: incluye la recopilación y análisis de datos de globales de ventas para identificar tendencias, oportunidades y áreas de mejora, facilitando la toma de decisiones estratégicas informadas para impulsar el crecimiento y la rentabilidad de la empresa.

#### II- Organización
1. Establecimiento de procesos y políticas: desarrollar y mantener procesos y políticas claras relacionadas con la función de ventas es fundamental para garantizar la consistencia y eficiencia en las operaciones de ventas. Esto puede incluir la definición de procedimientos para la gestión de clientes, la presentación de propuestas, el seguimiento de ventas y la resolución de conflictos.
2. Selección y capacitación del personal: contratar y capacitar a un equipo de ventas competente es crucial para el éxito. Los directores de ventas deben identificar y reclutar a personas con habilidades de venta sólidas y una mentalidad orientada al cliente. Además, proporcionar capacitación continua en productos, técnicas de venta y habilidades de comunicación garantizará que el equipo esté preparado para enfrentar los desafíos del mercado.
3. Gestión de recursos: administrar los recursos necesarios para la función de ventas garantiza que el equipo tenga las herramientas y el apoyo necesarios para alcanzar sus objetivos. Esto puede incluir la asignación de presupuestos, la adquisición de tecnología de ventas, como sistemas CRM, y la contratación de personal adicional según sea necesario.
4. Desarrollo de relaciones con clientes: fomentar relaciones sólidas con los clientes y prospectos es fundamental para construir una base sólida de clientes leales. Los directores de ventas deben trabajar con el equipo para entender las necesidades y preocupaciones de los clientes, ofrecer soluciones personalizadas y mantener una comunicación abierta y transparente.

#### III- Dirección
1. Liderazgo de equipos: incluye la coordinación y motivación de los equipos de ventas, proporcionando dirección, apoyo y capacitación para optimizar el desempeño individual y colectivo, y fomentar un ambiente de trabajo colaborativo y orientado a resultados.
2. Análisis y toma de decisiones: incluye la recopilación y análisis de datos de ventas de corto plazo para identificar oportunidades específicas, áreas de mejora, facilitando la toma de decisiones operativas informadas para impulsar el crecimiento y la rentabilidad de la empresa.

#### IV- Control
1. Supervisión del desempeño: monitorear el desempeño del equipo de ventas es esencial para identificar áreas de mejora y reconocer los logros. Los directores de ventas deben establecer métricas de rendimiento claras y proporcionar retroalimentación regular a los vendedores. Esto puede incluir revisiones individuales de desempeño, reuniones de equipo y análisis de datos de ventas.
2. Análisis y reporte: analizar regularmente los datos de ventas proporciona información valiosa sobre el rendimiento del equipo, las tendencias del mercado y las oportunidades de mejora. Los directores de ventas deben preparar informes detallados que resuman los resultados de ventas, identifiquen áreas de éxito y desafío, y recomienden acciones correctivas según sea necesario. Tanto general y de largo plazo, como particular y de corto plazo.

### Fases generales dedirección de la fuerza de venta
La buena administración de la fuerza de ventas en una empresa incluye tres fases interrelacionadas de decisiones o procesos:
1. Formulación de un programa de ventas: debe tener en cuenta los factores del entorno de la empresa. Los ejecutivos de ventas organizan las actividades de cada venta personal y las suman al resto de elementos en su estrategia de marketing.
2. Aplicación del programa de ventas: implica seleccionar al personal de ventas adecuado, así como diseñar e implantar las políticas y los procedimientos que dirigirán sus esfuerzos hacia los objetivos deseados.
3. Evaluación y control del programa de ventas: implica elaborar métodos para supervisar el desempeño de la fuerza de ventas. Cuando el desempeño no es satisfactorio, la evaluación permite hacer ajustes al programa de ventas o a su aplicación.

## Tipos desoftwarede gestión de la función de venta
La administración de ventas facilita el seguimiento y cierre de oportunidades de negocio, y permite mantener al día tanto a los vendedores como a los clientes. De tal modo, la administración de ventas es un concepto manejado por el software de aplicación desde el enfoque customer relationship management (CRM), con ejemplos en VCC, OpenERP y OpenBravo, y desde el enfoque sales performance management (SPM), agrupando estadísticas junto a reportes e indicadores que facilitan la medición del desempeño bajo estándares claros y concretos. En este contexto, el embudo de ventas permite evaluar la eficiencia del proceso de venta y analizar qué paso puede estar generando cuellos de botella en el flujo de trabajo.
El enfoque SPM amplía el concepto de CRM a la gestión de las ventas, mediante un software que permite recoger eventos relativos a productos y servicios por los que se paga una comisión, dar valor a los distintos parámetros del conjunto de incentivos, generar los correspondientes informes y realizar los pagos. Los programas de SPM deben estar en contacto con los sistemas de CRM para la entrada de datos y también con el sistema de planificación de recursos empresariales (ERP, por sus siglas en inglés) para el pago de las nóminas, la provisión de fondos y todo lo relativo a la gestión económica de la empresa.
La parte variable de los sueldos para la fuerza de ventas, principalmente ligada a objetivos comerciales, supone una complejidad técnica en muchas empresas porque existen varios tipos de venta de productos y servicios que devengan comisiones, tanto a los agentes comerciales que los consiguen vender como a otros responsables indirectos. Asimismo, los diferentes puestos de responsabilidad acarrean distintas formas de comisionar, y todo ello lo ha de gestionar de forma personalizada el enfoque SPM.
Los problemas que intentan resolver los sistemas SPM son, entre otros:
- Generación de confianza por la visibilidad de todo el proceso, que redunda en un aumento de productividad de los agentes comerciales.
- Asegurar el cumplimiento de acuerdos con los stakeholders.
- Rapidez en el lanzamiento de nuevos productos y adquisición de ventaja competitiva.